# Callistethus metallicus
Callistethus metallicus är en skalbaggsart som beskrevs av Eugène Benderitter 1923. 
Callistethus metallicus ingår i släktet Callistethus och familjen Rutelidae. Inga underarter finns listade.